# Dissodactylus mellitae
Espèce
Dissodactylus mellitae est une espèce de crabe symbiotique appartenant à la famille des Pinnotheridae.

## Distribution
On rencontre cette espèce dans l'Atlantique ouest le long des côtes américaines, allant du Massachusetts au Texas.

## Hôtes
Ce crabe vit en association symbiotique avec les oursins irréguliers clypéasteroides :
- Echinarachnius parma,
- Mellita quinquiesperforata,
- Encope michelini,
- Clypeaster subdepressus.

## Référence
- Rathbun, 1900 : The catametopous or grapsoid crabs of North America. American Naturalist, vol. 34, p. 583–592.